# Volenice (district de Příbram)
Pour les articles homonymes, voir Volenice.
Volenice (en allemand : Wolenitz) est une commune du district de Příbram, dans la région de Bohême-Centrale, en République tchèque. Sa population s'élevait à 384 habitants en 2020.

## Géographie
Volenice se trouve à 6 km à l'est-sud-est de Březnice, à 6 km au sud-sud-est de Rožmitál pod Třemšínem, à 18 km au sud-ouest de Příbram et à 71 km au sud-ouest de Prague.
La commune est limitée par Vševily et Hlubyně au nord, par Březnice à l'est, par Hudčice au sud, et par Hvožďany à l'ouest.

## Histoire
La première mention écrite de la localité date de 1484.

## Administration
La commune se compose de quatre quartiers :
- Bubovice
- Nouzov
- Pročevily
- Volenice

## Transports
Par la route, Volenice se trouve à 6 km de Březnice, à 7 km de Rožmitál pod Třemšínem, à 22 km de Příbram et à 81 km de Prague.